# Type (biologie)
In biologische naamgeving is een type datgene wat een naam verankert in een taxon. Afhankelijk van de Code die toegepast wordt op het benoemde organisme kan een type zijn :
- een exemplaar, of meerdere exemplaren tezamen. Een exemplaar kan bestaan uit een compleet organisme, een deel van een organisme, of meerdere organismes.
- een cultuur
- een illustratie
- een taxon
- een nominaal taxon (= een wetenschappelijke naam)
- een beschrijving

Merk op dat de ICNCP heel anders werkt. Deze "cultivar Code" werkt niet met door de wetenschap beschreven taxa maar met selecties van planten die op een bepaalde manier gekweekt worden.